# Thurayya
Thurayya (in arabo: ثريّة o ثريّا) è un nome proprio di persona arabo femminile.

## Varianti
- Femminili: Suraya[1][3], Surayya[1][3], Thuraya

### Varianti in altre lingue
- Francese: Soraya[1]
- Persiano: ثریا (Soraya)[1][2]
- Portoghese: Soraia[1]
  - Portoghese brasiliano: Soraya[1]
- Spagnolo: Soraya[1]
- Turco: Süreyya[1]

## Origine e diffusione

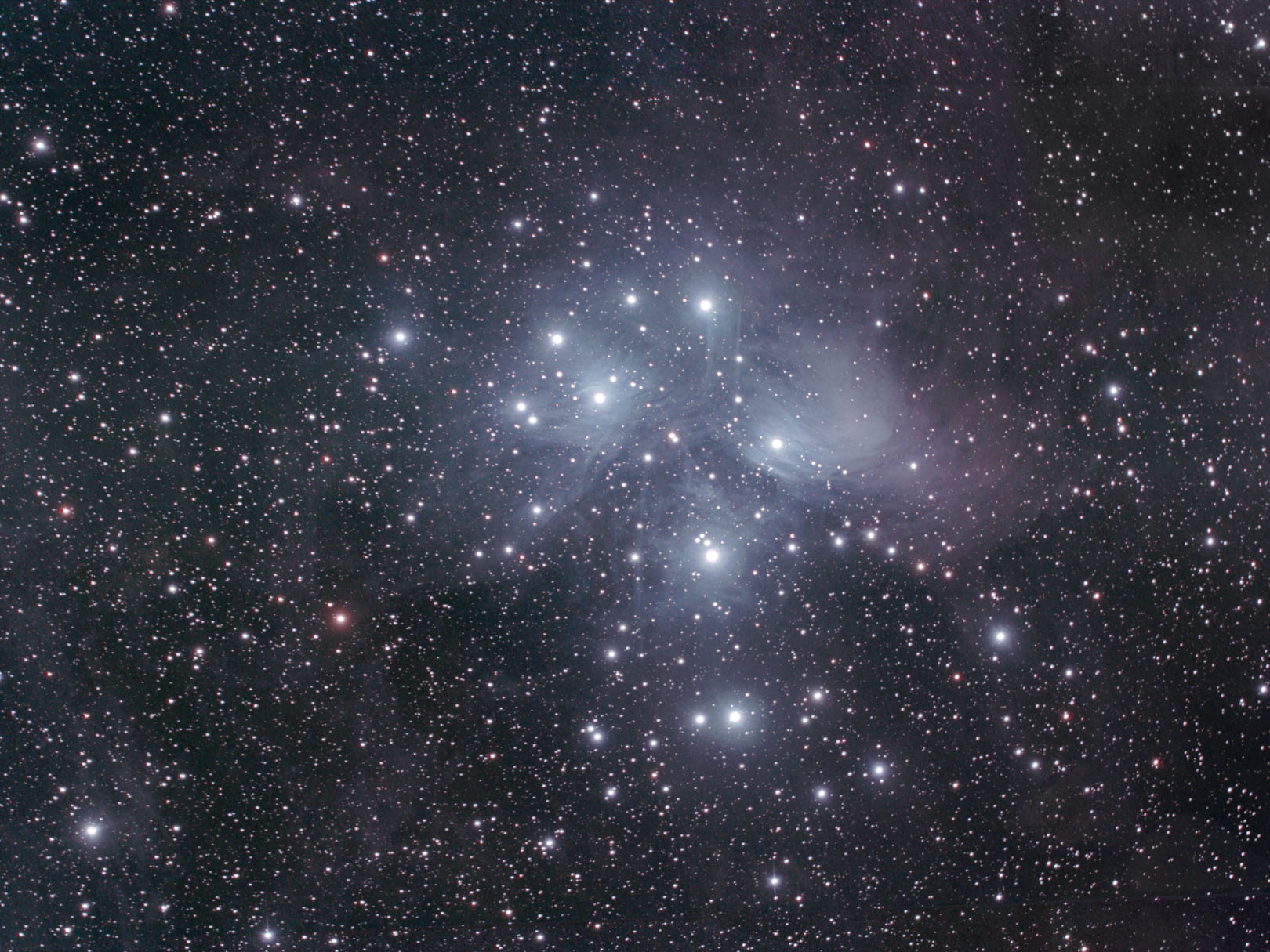
Le Pleiadi

È un termine arabo che indica le Pleiadi, un gruppo di stelle nella costellazione del Toro. Etimologicamente, thurayya costituisce un diminutivo di thirwa, "ricchezza", "prosperità", poiché anticamente le Pleiadi erano considerate dagli arabi portatrici di pioggia.
La forma persiana, ثریا (Soraya), si diffuse in Europa grazie alla fama di Soraya, la moglie dello scià Mohammad Reza Pahlavi.

## Onomastico
L'onomastico può essere festeggiato il primo di novembre, festa di Ognissanti, non essendovi sante con questo nome, che è quindi adespota.

## Persone

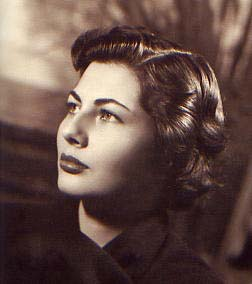
Soraya Esfandiary Bakhtiari

### Variante Soraya
- Soraya, cantautrice, chitarrista e arrangiatrice statunitense
- Soraya Arnelas, cantante spagnola
- Soraya Castillo, attrice italiana
- Soraya Esfandiary Bakhtiari, seconda moglie di Mohammad Reza Pahlavi
- Soraya Jiménez, sollevatrice messicana
- Soraya Sáenz de Santamaría, politica spagnola

### Altre varianti
- Süreyya Ayhan, atleta turca

## Il nome nelle arti
- Thuraya è un personaggio del film del 2009 Il tempo che ci rimane, diretto da Elia Suleiman.
- Soraya è un personaggio del romanzo di Khaled Hosseini Il cacciatore di aquiloni.
- Soraya è un personaggio della serie televisiva Summer Dreams.
- Soraya Bismarck è un personaggio della telenovela Los únicos.
- Sooraya Qadir, più nota come Dust, è un personaggio dei fumetti Marvel Comics.